# Angyal Éva
Angyal Éva (Budapest, 1955. április 18. –) olimpiai bronz- és világbajnoki ezüstérmes kézilabdázó. Férje Csík János kézilabdázó, edző.
1969-ben kezdett kézilabdázni a Vasas SC-ben, ahol 1984-ig sportolt. Ebben az időszakban 1976-ban olimpiai bronz-, 1975-ben és 1978-ban világbajnoki bronz-, 1982-ben vb ezüstérmes volt. A moszkvai olimpián negyedik helyezést ért el. Klubjával tizenkétszer nyert bajnokságot, 1982-ben BEK-győztes volt. 1985-ben a Borsodi Bányászhoz igazolt, ahol 1987-ig szerepelt. Rövid kihagyás után az 1988-1989-es szezonban az osztrák Hypobank Wien csapatát erőstítette. Itt osztrák bajnok és BEK-győztes volt. 1989-ben a Bp. Spartacushoz 1992-ben a Vasashoz szerződött. Itt 1993-ban magyar bajnokságot nyert és BEK-döntőbe jutott. Később szerepelt az Angyalföldi TTE, majd a Hort SE csapatában. Edzőként a Hort SE utánpótlásánál tevékenykedett.

## Díjai, elismerései
- Vasas SC aranygyűrű (2006)
- Papp László Budapest-sportdíj (2017)[1]

## Eredmények
Válogatott
- Olimpiai játékok
  - bronzérmes: 1980
  - negyedik: 1976
- Világbajnokság
  - ezüstérmes: 1982
  - bronzérmes: 1975, 1978
- Ifjúsági Barátság Verseny (IBV)
  - bronzérmes: 1972

Klub
- Bajnokcsapatok Európa-kupája (BEK)
  - győztes: 1982, 1989
  - döntős: 1993
- Magyar bajnokság
  - bajnok: 1972, 1973, 1974, 1975, 1976, 1977, 1978, 1979, 1980, 1981, 1982, 1984, 1992–1993
  - bronzérmes: 1971
- Magyar kézilabdakupa (MNK)
  - győztes: 1971, 1974, 1976, 1978, 1979, 1980, 1981, 1982
- Osztrák bajnokság
  - bajnok: 1989